# Округ Ред Ривер (Тексас)
Округ Ред Ривер (енгл. Red River County) је округ у америчкој савезној држави Тексас. По попису из 2010. године број становника је 12.860.

## Демографија
Према попису становништва из 2010. у округу је живело 12.860 становника, што је 1.454 (10,2%) становника мање него 2000. године.
| Група             | 2000.          | 2010.         |
| Белци             | 10.868 (75,9%) | 9.503 (73,9%) |
| Афроамериканци    | 2.548 (17,8%)  | 2.233 (17,4%) |
| Азијати           | 17 (0,1%)      | 23 (0,2%)     |
| Хиспаноамериканци | 669 (4,7%)     | 849 (6,6%)    |
| Укупно            | 14.314         | 12.860        |